# Banta
Banta, bant – wzmocnienie żagla w postaci naszycia kilku warstw płótna żaglowego. Wzmacniane w ten sposób są liki (krawędzie) i rogi żagla, oraz poziome pasy biegnące w poprzek żagla, na wysokości jego refowania, zwane refbantami.
W bantach mogą znajdować się remizki, a w niektórych żaglach przymasztowych wewnątrz banty liku wolnego może być przeprowadzona trymlinka pozwalająca częściowo regulować wybrzuszenie żagla.